# El Sacrificio, Palenque
El Sacrificio är en ort i Mexiko.   Den ligger i kommunen Palenque och delstaten Chiapas, i den sydöstra delen av landet, 900 km öster om huvudstaden Mexico City. El Sacrificio ligger 192 meter över havet och antalet invånare är 158.
Terrängen runt El Sacrificio är huvudsakligen kuperad, men åt nordväst är den platt. Runt El Sacrificio är det glesbefolkat, med 16 invånare per kvadratkilometer. Närmaste större samhälle är Busiljá, 12,5 km söder om El Sacrificio. I omgivningarna runt El Sacrificio växer i huvudsak städsegrön lövskog.